# ولفگانگ زایدل
ولفگانگ زایدل (آلمانی: Wolfgang Seidel؛ زادهٔ ۴ ژوئیهٔ ۱۹۲۶ در درسدن، درگذشتهٔ ۱ مارس ۱۹۸۷ در مونیخ) رانندهٔ مسابقات اتومبیل‌رانی فرمول یک اهل آلمان غربی بود که در فصل‌های ۱۹۵۳ و ۱۹۵۸، و دوباره از فصل ۱۹۶۰ تا ۱۹۶۲ در مجموع در دوازده گراند پری شرکت کرد، اما موفق به کسب هیچ امتیازی نشد.
زایدل در ۱ مارس ۱۹۸۷ بر اثر سکته قلبی در مونیخ درگذشت.